# Tobias Leveringhaus

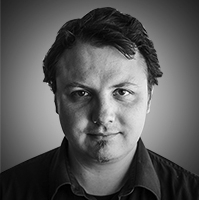
Tobias Leveringhaus

Tobias Gerd Leveringhaus (* Februar 1982 in Herford) ist ein deutscher Filmproduzent und Filmverleiher.

## Leben
Aufgewachsen ist Leveringhaus in Lemgo. Nach seinem Abitur im Jahr 2002 auf dem Marianne-Weber-Gymnasium studierte er ab 2004 Kommunikationsforschung und Phonetik in Bonn. In dieser Zeit veröffentlichte er Filmkritiken bei Online-Magazinen und Tageszeitungen. Von 2006 bis 2009 studierte er Kreativ Produzieren an der internationalen Filmschule Köln (ifs). Sein Abschlussfilm, der Kurzspielfilm Kriegerstock mit Michael Degen und dessen Tochter Elisabeth, fand Aufmerksamkeit auf den Internationalen Hofer Filmtagen, dem Unlimited Kurzfilmfestival in Köln und beim Filmfestival Max Ophüls Preis.
Leveringhaus lebt und arbeitet seit 2002 in Köln. Ende 2012 gründete er eine Filmproduktionsfirma. Er ist außerdem Kurator der seit 2017 existierenden Filmreihe Guerilla Kino, welche alte Kino-Spielstätten in Köln für jeweils einen Abend wiederbelebt. Von Oktober 2017 bis September 2021 war er Programmdirektor des Kölner Turistarama-Kinos, bis er ab 2021 als Filmverleiher arbeitete.
Er ist Mitglied von Drop-Out Cinema und des Filmbüros Nordrhein-Westfalen.

## Filmografie (Auswahl)
- 2006: Treppenallergie
- 2007: Fahrt des Sehens
- 2008: syndrom
- 2008: Interim
- 2009: ’89 und Du und Ich
- 2009: Kriegerstock
- 2013: Wilsberg: Treuetest
- 2013: Wilsberg: Die Entführung
- 2013: Wilsberg: Gegen den Strom
- 2013: Wilsberg: Hengstparade

## Festivalteilnahmen

### Kriegerstock
- 2009: Internationale Hofer Filmtage[4]
- 2009: Unlimited Kurzfilmfestival Köln
- 2010: Filmfestival Max Ophüls Preis[5]
- 2010: Vilnius Film Shorts[6]

### Syndrom
- 2008: Gütersloher Kurzfilmfestival[7]
- 2008: CrankCookie Kurzfilmtage Passau[8]